# Елзе Ласкер-Шюлер (награда за драматургия)
Литературната награда „Елзе Ласкер-Шюлер“ за драматургия (на немски: Елзе Ласкер-Шюлер) е учредена през 1992 г. от пфалцкия театър в Кайзерслаутерн по поръчение на „Фондация Рейнланд-Пфалц за култура и поощрение на немскоезичната драматургия“. Носи името на емигриралата поетеса Елзе Ласкер-Шюлер (1869-1945) и е едно от най-високите немски отличия за драматическо изкуство.
Заедно с възлизащата на 10 000 € главна награда се раздава и поощрителна младежка награда на стойност 5000 €, наречена награда за пиеса. След 2014 г. се присъждат три такива степенувани награди.
Пфалцкият театър в Кайзерслаутерн, който има правото за премиера на първата наградена пиеса, провежда конкурса на всеки две години.

## Носители на наградата (подбор)
- Керстин Шпехт (1993)
- Роланд Шимелпфениг (1997) (за пиеса)
- Райналд Гьоц (1999)
- Елфриде Йелинек (2003)
- Деа Лоер (2005)
- Роланд Шимелпфениг (2010)
- Рене Полеш (2012)
- Петер Хандке (2014)
- Сибиле Берг (2016)